# بوزو (مهرج)

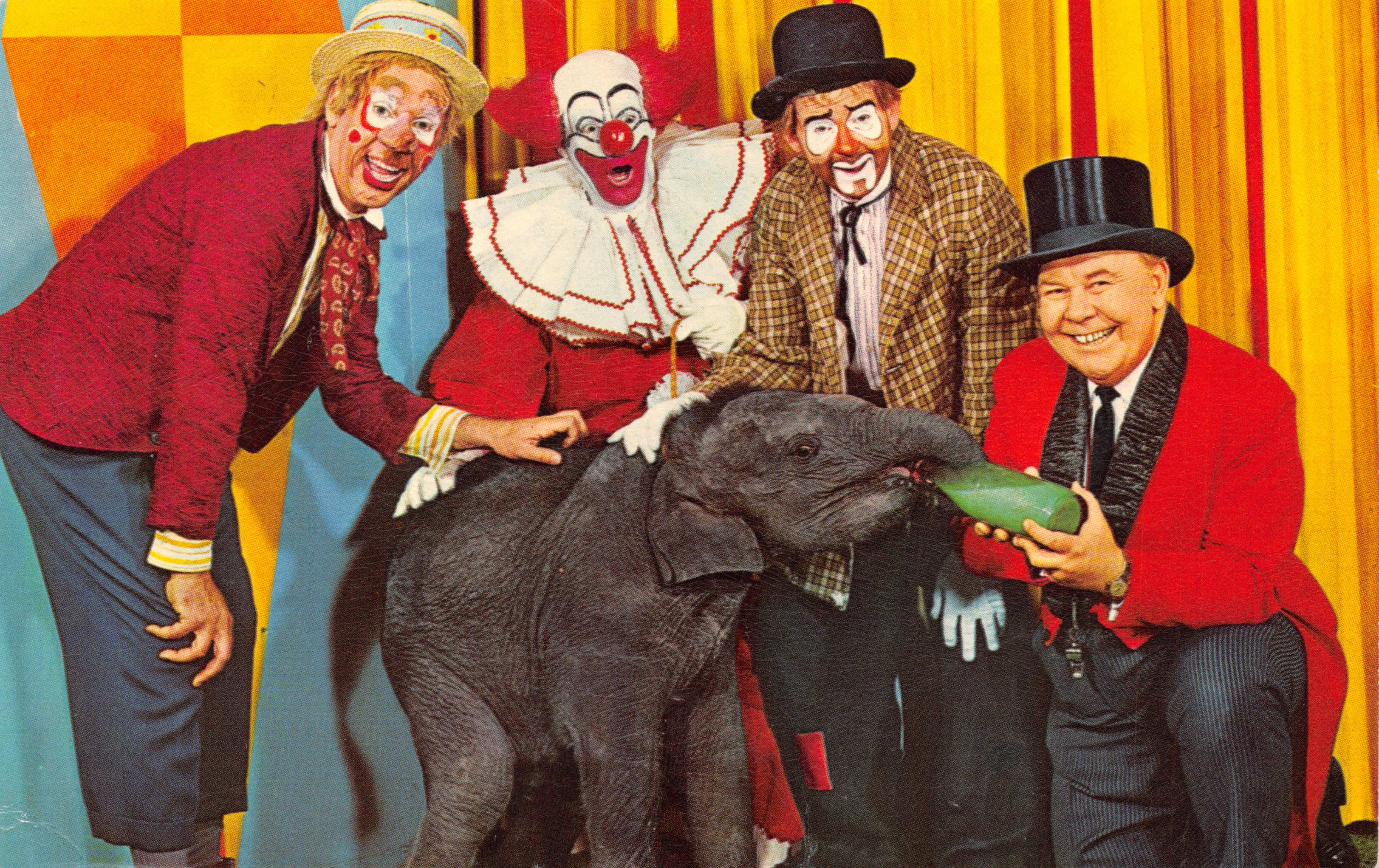
صورة عام 1963 لشخص يرتدي زي بوزو (الثالث من اليمين)

بوزو المهرج هي شخصية مهرج مشهور وشعبية جدا في الولايات المتحدة، بلغت ذروتها في الستينات من القرن الماضي نتيجة حق الامتياز الذي اعطي لها على نطاق واسع في التلفزيونات الأوائل .
أنشئت الشخصية أصلا من قبل آلان جورج ليفينغستون لقصص الأطفال، ثم أصبحت شخصية شعبية جدا خلال الأربعينيات 1940. ثم اشتهرت في التلفاز والسيرك، ثم اخذت شخصية بوزو تشتهر في باقي دول العالم .